# Полицијска бруталност
Полицијска бруталност или полицијско насиље је појам за описивање неоправданог или намерног узнемиравања, вербалног напада, физичке/душевне повреде, имовинске штете или смрти претрпене услед интеракције са полицијом. Полицијска бруталност је облик злоупотребе полиције који укључује непримерено насиље од стране припадника полиције. Она је екстремни облик полицијског насиља који укључује физичку повреду или смрт особе или животиње. Постоји у многим земљама и територијама, чак и у онима које га гоне. Иако је незаконито, може се обављати у складу са законом.

## Историја
Израз „полицијска бруталност" су америчке новине користиле већ 1872. године, када је Чикаго трибјун извештавао о премлаћивању цивила приликом хапшења.
Порекло модерне полиције засноване на ауторитету националне државе обично се прати у дешавањима у Француској из 17. и 18. века, при чему су модерне полицијске службе основане у већини нација до 19. и почетком 20. века. Случајеви полицијске бруталности су, изгледа, честа тада. Рани масовни инциденти бруталности догодили су се током штрајкова рада, попут Великог железничког штрајка из 1877. године, Пулмановог штрајка из 1894, масакра из 1914. године..
Делови становништва могу полицију сматрати опресијом. Поред тога, постоји перцепција да жртве полицијске бруталности често припадају релативно немоћним групама, као што су мањине, инвалиди, млади и сиромашни.
Према подацима које је објавио Биро за статистику правде (2011), између 2003. и 2009. године, најмање 4.813 људи је умрло током хапшења од стране локалне полиције. Од смрти која је класификована као убиства из закона забележено је 2.876 смртних случајева, од којих су 1.643 или 57,1% умрлих људи били „људи у боји“.

## Примери

### Аустрија
У Бечу постоји тенденција да постоји повезаност између бечког проблема са дрогом и градских афричких миграната. То је довело до постојања негативних културних стереотипа који су тада довели до расног профилирања афричких миграната, због негативних асоцијација на њихову етничку припадност.
У Аустрији је било више инцидената са великим публицитетом у којима је полиција или мучила, јавно понижавала или насилно премлаћивала људе - у неким случајевима до смрти. Најзлогласнији од ових инцидената догодио се крајем деведесетих, међутим недавни извештаји из 2015. показују да полиција још увек на овај начин третира цивиле.

#### Акције у борби против бруталности полиције
Аустрија има законодавство којим се говор мржње против нечије расе, религије, националности чини незаконитим. Овакви закони који обесхрабрују дискриминацију могу помоћи у промени перцепције јавности о различитим етничким и културним групама. Након тога, смањио се број расно мотивицаних инцидената полицијске бруталности. Упоредо са овим напорима, Аустрија има и низ невладиних организација које покушавају да спроведу програме који подстичу позитивне међукултуралне односе, као и више циљане програме као што је обука за расну осетљивост полиције. Аустријска полиција, такође, покушава пронаћи сопствене начине да спречи полицијску бруталност и да кривично гоњење полиције учини несметанијим поступком.

### Бангладеш
Полиција је у Бангладешу жестоко претукла разне демонстранте палицама, док су протестирали, због увреде ислама.

### Бразил
Полиција у Бразилу има историју насиља над нижим класама, која потиче из деветнаестог века, када је служила пре свега као инструмент контроле над масом робова. Касније, са укидањем ропства, полицијске снаге су биле под снажним утицајем локалних великих власника земљишта познатих као „пуковници".
Године 2015. Бразил има више насилних смрти него грађански рат у Сирији. Већина људи страхује од полиције.
Бразилска полиција је 2018. године убила више од 6.160 људи.

## Како се мери
Полицијска бруталност мери се на основу података људи који су је доживели или видели, као и порота која је присутна на суђењу која укључују случајеве полицијске бруталности. То је зато што не постоји начин да се квантификује употреба претеране силе за било коју одређену ситуацију. Давне 1985. само је један од петоро људи сматрао да је полицијска бруталност озбиљан проблем. Она зависи од ситуације, да ли се осумњичена особа опире. Од људи који су анкетирани о њиховом обрачуну са полицијском бруталношћу 2008. године, само око 12% се опирало. Иако се полиција не може квантификовати, мишљење о бруталности између расе, пола и старосног узраста може. Афроамериканци, жене и млађи људи имају већу вероватноћу да имају негативна мишљења о полицији него белци, мушкарци и старији појединци.

## Независни надзор
Различите заједнице су критиковале бруталност полиције. Ове групе често наглашавају потребу за надгледањем од стране независних цивилних одбора за ревизију и другим методама за осигурање одговорности полицијских акција.
Организације и одбори за правосуђе (често названи по умрлом појединцу или жртвама полицијског насиља) обично се солидаришу са жртвама. Амнести интернашонал је друга организација која се бави питањима бруталности полиције. Фокусирана је на људска права са преко 3 милиона чланова и присталица широм света. Наведени циљ организације је „спровести истраживање и генерисати акције за спречавање и окончање тешких злоупотреба људских права и тражити правду за оне чија су права прекршена“.